# 環状1号線 (横浜市)
環状1号線は、神奈川県横浜市にある環状道路の一つ。都市計画道路としての名称は横浜国際港都建設計画道路3･3･10号環状1号線である。略称は「環1（かんいち）」。本路線は、神奈川県道と主要地方道（市道）に指定されているが、その一方で横浜市内の環状道路の中で唯一「3環状10放射道路」に指定されていない。

## 概要
横浜市にある環状道路の中で最も内郭を通過する。片側1車線の区間もあり渋滞が発生する場所もある。
- 起点 - 神奈川県横浜市神奈川区台町
- 終点 - 神奈川県横浜市南区通町一丁目

## 路線データ
- 横浜市主要地方道83号青木浅間線（青木橋交差点 - 洪福寺交差点）
- 横浜市道保土ヶ谷駅浅間線（洪福寺交差点 - 保土ケ谷駅西口）
- 未成区間（保土ケ谷駅西口 - 保土ヶ谷橋交差点）
- 横浜市主要地方道84号保土ヶ谷宮元線（保土ヶ谷橋交差点 - 通町1丁目交差点）
- Google マップ - 青木橋交差点〜保土ケ谷駅西口
- Google マップ - 保土ヶ谷橋交差点〜通町1丁目交差点

### 重複区間
- 旧東海道（西口ランプ入口交差点 - 浅間下交差点/天王町駅入口交差点 - 保土ケ谷駅西口）
- 井土ヶ谷切通し（保土ヶ谷橋交差点 - 永田交差点）

## 交差・接続する道路
- 国道1号（第二京浜）「青木橋交差点」
- 横浜市営地下鉄ブルーライン（地下立体交差）
- 首都高速神奈川2号三ツ沢線（立体交差）
- 首都高速神奈川2号三ツ沢線横浜駅西口出入口「西口ランプ入口交差点」
- 旧東海道「西口ランプ入口交差点」
- 神奈川県道13号横浜生田線（新横浜通り）「浅間下交差点」
- 国道16号「洪福寺交差点」
- 水道道「西横浜駅入口交差点」
- 旧東海道「天王町駅入口交差点」
- 相模鉄道天王町駅
- 大門通り「大門通り交差点」
- 保土ケ谷駅西口

↑
未成区間
↓
- 国道1号（東海道）「保土ヶ谷橋交差点」
- 遊園地道路「永田交差点」
- 京急本線井土ヶ谷駅
- 神奈川県道218号弥生台桜木町線（平戸桜木道路）「井土ヶ谷交差点」
- 神奈川県道21号横浜鎌倉線（鎌倉街道）「通町1丁目交差点」

## 参考情報
- 横浜市行政地図情報システム よこはまのみち
- 横浜市行政地図情報システム i-マッピー